# Hybognathus amarus
Hybognathus amarus је зракоперка из реда Cypriniformes и фамилије Cyprinidae.

## Угроженост
Ова врста се сматра угроженом.

## Распрострањење
Врста је присутна у Мексику и Сједињеним Америчким Државама.

## Станиште
Станиште врсте су слатководна подручја, тачније само део реке Рио Гранде.